# Virgil Borbiró

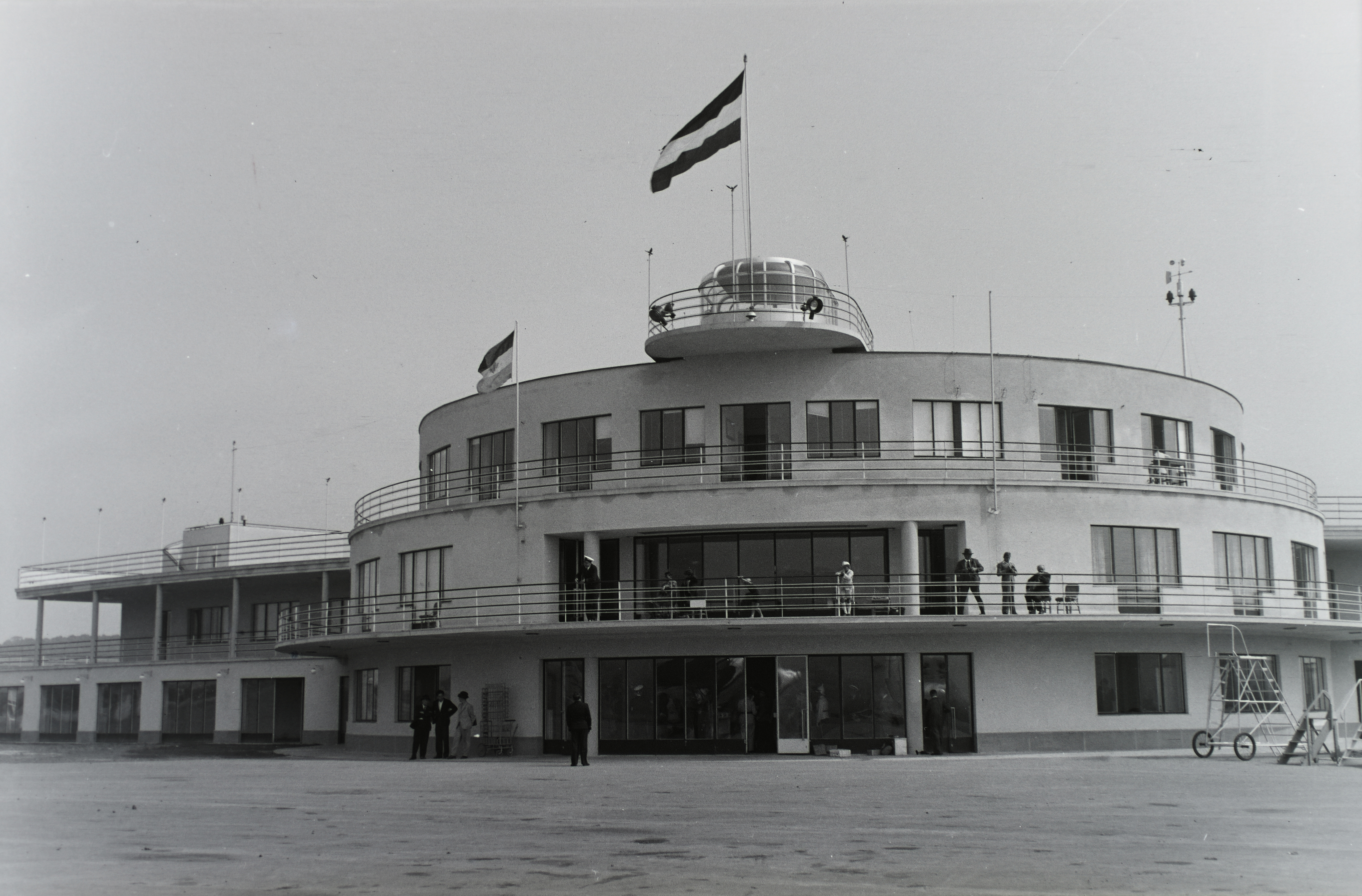
Edificio de recepción del aeropuerto de Budaörs (1937)

Virgil Borbiró, nacido Virgil Bierbauer (Nagyenyed, Imperio austrohúngaro, actualmente Aiud, Rumanía, 6 de marzo de 1893-Budapest, 25 de julio de 1956) fue un arquitecto, historiador, profesor y político húngaro, de estilo racionalista.

## Trayectoria
Estudió en la Technische Hochschule de Múnich, donde se tituló en 1915 y se doctoró en 1920. Entre 1928 y 1942 fue crítico y redactor jefe de la revista Tér és Forma (Espacio y Forma), el principal órgano de difusión de la arquitectura moderna en Hungría, y escribió diversos ensayos sobre historia de la arquitectura y el urbanismo. Fue miembro del grupo húngaro del Congreso Internacional de Arquitectura Moderna (CIAM).
Entre sus obras destacan el centro de control de la central eléctrica de Budapest (1930) y el edificio de recepción del aeropuerto de Budaörs (1937, con László Králik).
Tras la Segunda Guerra Mundial diseñó una plan de reconstrucción para Budapest.
Fue miembro de la Academia de Ciencias de Hungría.